# Bo Könberg
Bo Göran Könberg, född 14 oktober 1945 i Brännkyrka församling i Stockholms stad, är en svensk politiker (folkpartist) och ämbetsman. 
Han var landstingsråd i Stockholm 1978–1991, sjukvårds- och socialförsäkringsminister 1991–1994, riksdagsledamot 1995–2005 och landshövding i Södermanlands län 2006–2012.

## Biografi
Könberg avlade studentexamen 1964. Han anställdes som 1:e sekreterare i Stockholms läns landsting 1972 och som utredningssekreterare vid Näringslivets byggnadsdelegation 1974. Efter den borgerliga valsegern 1976 blev han informationssekreterare i Bostadsdepartementet och avancerade till sakkunnig i departementet 1977. Könberg var därefter i många år verksam som landstingspolitiker i Stockholm: han var sjukvårdslandstingsråd 1978–1979, sociallandstingsråd 1980–1982, gruppledare för Folkpartiet i landstinget 1982–1991, sjukvårdslandstingsråd 1986–1988 och landstingsråd i opposition 1988–1991. Han var ledamot i 1977 års rättighetsskyddskommitté, särskild utredare i 1978 års underhållsfondsutredning, ledamot i äldredelegationen 1988–1989 och ledamot i pensionsberedningen 1988–1990.
Efter valet 1991 blev Könberg sjukvårds- och socialförsäkringsminister (statsråd i Socialdepartementet) i regeringen Bildt. Han ledde arbetet med pensionsreformen som ordförande för Pensionsarbetsgruppen 1991–1994, och blev 1994 ledamot i genomförandegruppen för det nya pensionssystemet. Han var riksdagsledamot 1995–2005. Under sin tid i riksdagen var han bland annat ordförande i konstitutionsutskottet 1998, vice ordförande i socialförsäkringsutskottet 1998–2002 och gruppledare för Folkpartiet 1998–2005.
Könberg var landshövding i Södermanlands län mellan 1 januari 2006 och 30 september 2012. Han var ordförande i Pensionsmyndighetens styrelse 2010–2015.
På uppdrag av Nordiska ministerrådet tog Könberg 2014 fram en oberoende rapport om det framtida nordiska hälsosamarbetet. Rapporten presenterades i samband med de nordiska social- och hälsoministrarnas möte i juni 2014.
Bo Könberg är gift med Anita Könberg. De har fyra vuxna döttrar.